# Nacka musikskola

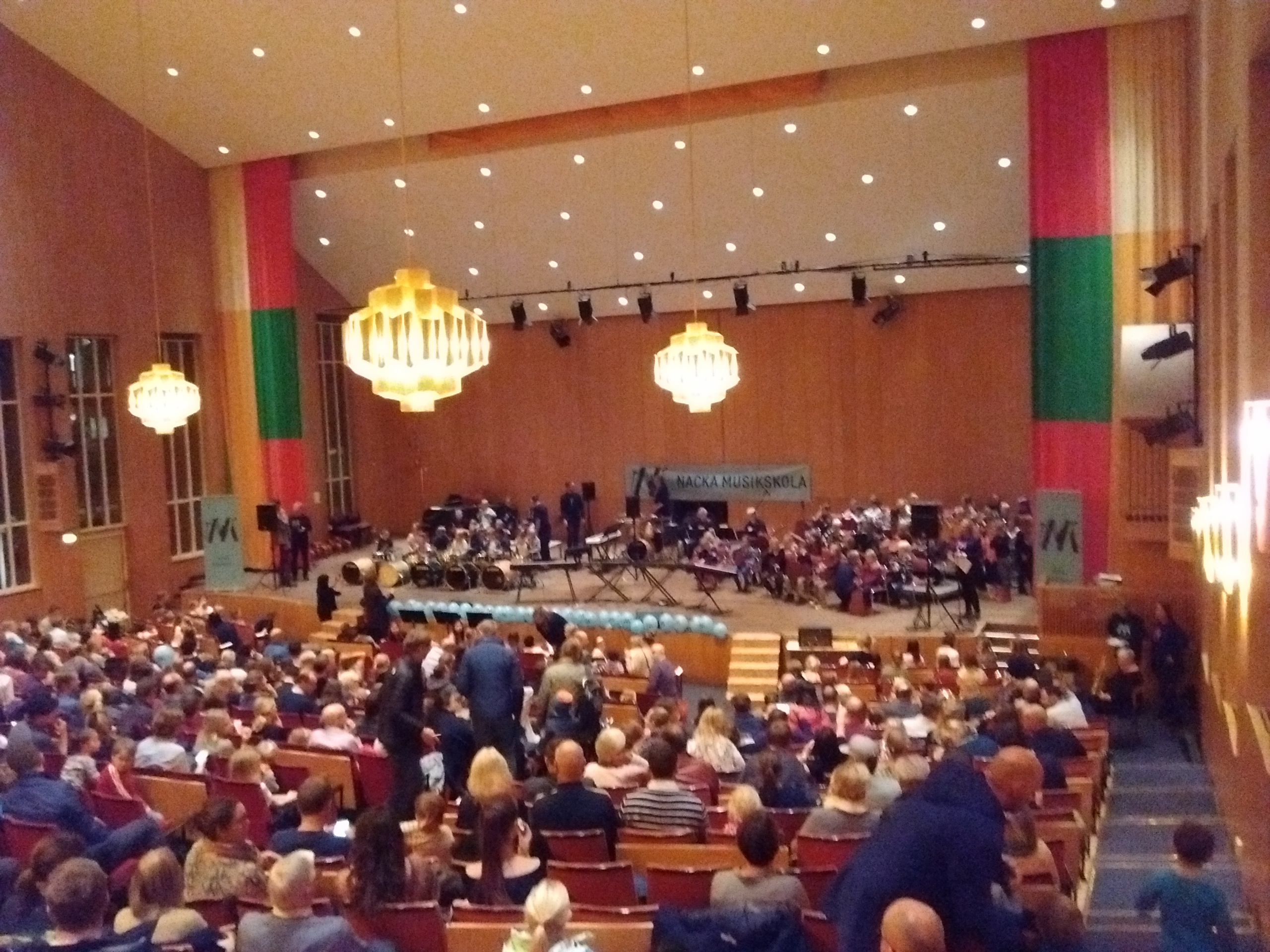
Årliga Nybörjarkonserten i Nacka Aula

Nacka musikskola är en kommunal musikskola i Nacka kommun, en av Sveriges äldsta i sitt slag, startad 1934. I kommunen finns även Nacka musikklasser och idag även ett flertal privata musikskolor.
Sångerskan Anna Book gick på Nacka musikskola när hon var med och tävlade i Melodifestivalen 1986 med melodin ”ABC”.

## Historik
Nacka musikskola har sitt ursprung i skapandet av Nacka amatörorkester (sedermera Nacka orkesterförening), som 1932 började spela i Järla skolas gymnastiksal. För att kunna fylla på orkestern med fler musiker väcktes tanken att inleda ett samarbete med lokala skolelever i musikundervisning. Genom en lokal insamling av medel och ett lån från Riksbanken kunde man köpa in några instrument för detta ändamål och 1934 inleddes regelbunden undervisning i Skuru skola inom fiol, cello och piano. För att bekosta undervisningen anordnades initialt filmvisningar, lotterier och basarer i skollokalerna. 
1936 påbörjades musikundervisning vid Järla skola och 1939 inleddes instrumentalundervisning vid kommunens samtliga skolor i begränsad omfattning. Inledningsvis bedrevs verksamheten under namnet "Nacka folkmusikskola" eller "Nacka folkliga musikskola", men efter några år fick skolans sitt nuvarande namn "Nacka musikskola". I takt med att elevantalet ökade anställdes fler lärare och Nacka musikskola kom alltmer att betraktas som en fast institution i kommunen. 1946 tog kommunen över ansvaret och tillsatte en musikskolestyrelse som huvudman för verksamheten.
Under 1940-talet började man skapa egna ungdomsorkestrar och med pedagogen Carl-Bertil Agnestig inleddes då också omfattande sångundervisning i solosång, sånggrupper och körer. 1954 kom en första uniformerad blåsorkester. 1961 tog fiolläraren Arthur Nestler initiativet till "Nacka Ungdomssymfoni".  1963 anordnades en första Luciakonsert i Nacka Aula; genom åren har Luciakonserterna återkommande sänts i radio och TV. Då Nacka stad 1 januari 1971 slogs samman med Boo kommun och Saltsjöbadens köping till Nacka kommun, kom alla musikelever i de tre kommunerna att ingå i den gemensamma Nacka musikskola. Efter sammanslagningen har antalet elever årligen legat omkring knappt 3000 inom alla slags instrument, sång och musikgenrer, samt ett 60-tal lärare.
Efter skapandet av Nacka musikklasser har elever och lärare från dessa båda ofta samverkat med konserter och evenemang med sina olika ensembler och orkestrar. Musikskolan deltar också i internationella musikfestivaler, har aktiva förbindelser med musikskolor och verksamheter i olika länder och ger även konserter tillsammans med andra orkestrar. Under många år var skolan svensk representant för The Associated Board of the Royal Schools of Music. 2013 inleddes en samverkan mellan Nacka musikskolas ensembler och Drottningholms Barockensemble för att inspirera fler unga till den klassiska musiken.